# Микрогомологичное соединение концов
Микрогомологичное соединение концов (МСК), также известное как альтернативное негомологичное соединение концов (Альт-НСК), является одним из путей репарации двунитевых разрывов в ДНК-цепи. Как рассмотрено Маквеем и Ли, главным отличительным свойством МСК является использование микрогомологичных последовательностей, состоящих из 5-25 пар оснований (п.о.) МСК часто связано с хромосомными аномалиями, такими как делеции, транслокации, инверсии и другие сложные перестройки.
Существует два других вида репарации ДНК: гомологичная рекомбинация (ГР) и негомологичное соединение концов (НСК). Но только МСК в процессе починки использует микрогомологичные последовательности, необходимые для выравнивания участков молекулы по обеим сторонам от места разрыва до их непосредственного соединения. МСК использует Ku-белок и ДНК-ПК-зависимый механизм репарации (ДНК-ПК это ДНК-зависимая протеинкиназа, белок из класса трансфераз), а сама репарация происходит во время S-фазы клеточного цикла, в отличие от G0/G1- и ранней S- фаз во время НСК, и во время поздней S- и G- фаз во время ГР.
МСК работает посредством лигирования несовместимых нависающих участков ДНК-цепи, удаления соответствующих нуклеотидов и заполнения потерянных пар оснований. Когда происходит разрыв, гомология вышеупомянутых последовательностей длиной в 5-25 пар оснований используется в качестве базиса для выравнивания цепи по обе стороны от разрыва. После выравнивания любые выступающие участки цепи удаляются, а недостающие нуклеотиды вставляются. Поскольку этот путь репарации не учитывает утерянные пары оснований, а попросту вырезает поврежденные части и соединяет между собой цепи ДНК, он нередко приводит к делеции существенных участков ДНК.
Исходя из вышесказанного видно, что МСК — метод, подверженный ошибкам. Делеция участков ДНК может привести к появлению онкогенов и сыграть роль в развитии рака. В большинстве случаев клетка использует МСК только тогда, когда другие два способа репарации по какой-либо причине недоступны или нежелательны.

## Необходимые для МСК гены
Биохимический анализ показывает, что существует по крайней мере 6 генов, необходимых для течения этого вида репарации:  FEN1, LIG3, MRE11, NBS1, PARP1 и XRCC1. Все шесть этих генов активно экспрессируются во время течения нескольких видов рака.

## МСК и рак
Работа FEN1 активно выражена в большинстве случаев рака молочной железы, простаты, желудка, нейробластомы, поджелудочной железы, легких.
LIG3 связан с хроническим миелолейкозом, множественной миеломой и раком молочной железы.
MRE11 чрезмерно выражен при раке молочной железы.
NBS1 выражен при раке предстательной железы, при опухолях головы и шеи, а также вовремя плоскоклеточного рака полости рта.
PARP1 активен при лейкемии, вызванной активностью тирозинкиназы BCR-ABL, при нейробластоме, при раке яичек и герминогенных опухолях и при саркоме Юинга.
XRCC1 чрезмерно экспрессируется во время немелкоклеточной легочной карциномы (НЛК), и еще более сильнее в метастатических лимфатических узлах НЛК. Возможно, еще более интересен дефицит экспрессии XRCC1, подавляющий рост опухоли, что было выявлено в ходе экспериментов по индуцированию трех видов рака у мышей (рак толстой кишки, меланома, рак молочной железы).
МСК - мутагенный путь репарации, поскольку всегда приводит к небольшим делециям. С этой точки зрения НСК и ГР намного более аккуратны и эффективны. Какой именно метод будет избран клеткой для починки двухцепочечного разрыва в ДНК -- определяется множеством факторов. Когда гены FEN1, Ligase III, MRE11, NBS1, PARP1 or XRCC1 подвергаются чрезмерной экспрессии (с FEN1 это происходит потому, что его промотр гипометелирован) неточный МСК-метод может быть более предпочтителен как вызывающий высокий уровень мутаций и повышающий риск рака.
При опухолях часто отмечается недостаточная экспрессия одного или нескольких генов репарации ДНК, однако чрезмерная экспрессия генов репарации ДНК менее распространена. Например, по крайней мере 36 ферментов репарации ДНК, когда они мутационно дефективны в клетках зародышевой линии, вызывают повышенный риск развития рака (hereditary cancer syndromes). (см. также DNA repair-deficiency disorder.)
Аналогичным образом, экспрессия по меньшей мере 12 генов репарации ДНК часто оказывается эпигенетически подавлена во время некоторых раковых заболеваний. (См. также Epigenetically reduced DNA repair and cancer.) Как правило, недостаточная экспрессия репарационных генов приводит к увеличению количества повреждений в цепи ДНК, а значит увеличивает вероятность развития рака, однако если используется МСК-путь репарации ДНК, уже чрезмерная экспрессия генов FEN1, LIGIII, MRE1, PARP1, NBS1 и XRCC1 может привести к раку, поскольку, как уже говорилось, МСК достаточно мутагенный метод. Это подтверждается наблюдениями, во время которых подавление работы мутагенного белка XRCC1 (вовлеченного в процесс репарации ДНК и составляющего комплекс с белком LIGIII) приводило к снижению прогрессирования рака.